# Guillermo Jones
Guillermo Jones (5 de mayo de 1972, Colon, Panamá) es un boxeador panameño conocido por perder cuatro campeonatos mundiales por diversas decisiones.
Fue campeón de peso crucero de la Asociación Mundial de Boxeo.

## Carrera
Comenzó en Panamá en junior de 1993, ganando los 21 primeros combates.En 1998, su agente Don King, le consiguió un combate por el título de la WBA ante Laurent Boudouani.En el combate empató frente a él y en su segunda combate perdió por una decisión dividida.
Subió de peso después de esta pelea y en 2002 empezó como peso crucero.Peleó contra Johnny Nelson por el WBO y de nuevo volvió a empatar.Después de perder por decisión dividida otra vez frente a Steve Cunningham.Ese mismo año ganó por KO frente a Kelvin Davis y Wayne Braithwaite.
Ganó el 27 de septiembre de 2008, por KO Técnico frente a Firat Arslan, convirtiéndose así como el más viejo y pesado campeón de Panamá y el 28º campeón mundial de este país. Después de mucho tiempo de inactividad (más de 2 años), peleó contra Valery Brudov en agosto de 2010, reteniendo el título por primera vez.
Haría dos defensas más de su título, la última en noviembre de 2011; y luego de más de año y medio de inactividad, la WBA lo depojaría de su cinturón y lo nombraría campeón en receso; por lo que el 17 de mayo de 2013 debió de enfrentar al boxeador ruso Denís Lébedev, para recuperar su título. Durante la pelea, una grave hinchazón sobre el ojo de Lebedev, no le perimitría continuar con normalidad el combate, por lo que para el décimo primer round, luego de que enviara a la lona a Lebedev, éste no pudo vencer la cuenta de 10, ganando así Jones por KO y logrando recuperar su título mundial crucero de la WBA, el cual le fue retirado inmediatamente por fallar en el test antidopaje, sin embargo se ordenó un nuevo combate entre ambos boxeadores para el 2013, que al no realizarse, volvió a colocar a Jones en la situación de Campeón en receso.

## Récord Profesional
| '41 Ganadas (30 knockouts), 4 Derrotas (1 knockouts),2 Empates',1 Sin Resultados |          |                        |      |              |            |                                                                |                                                                                  |
| Res.                                                                             | Récord   | Oponente               | Tipo | Round Tiempo | Fecha      | Lugar                                                          | Notas                                                                            |
| P                                                                                | 41-4-2-1 | Vitaly Kudukhov        | UD   | 8 (8)        | 2021-08-13 | Dynamo Volleyball Arena, Moscú, Rusia                          |                                                                                  |
| G                                                                                | 41-3-2-1 | Garrett Wilson         | SD   | 11 (11)      | 2017-11-18 | Hotel Jaragua, Santo Domingo, República Dominicana             | Gana el Título Fedelatin Pesado AMB                                              |
| G                                                                                | 40-3-2-1 | Garrett Wilson         | MD   | 6 (6)        | 2016-07-02 | Teamsters Hall, Pittsburgh, Estados Unidos                     |                                                                                  |
| G                                                                                | 39-3-2-1 | Daniel Cota            | UD   | 10 (10)      | 2015-11-20 | Arena Panamá Al Brown, Colón, Panamá                           |                                                                                  |
| SR                                                                               | 38-3-2-1 | Denís Lébedev          | KO   | 11 (12)      | 2013-05-17 | Crocus City Hall, Krasnogorsk, Rusia                           | Gana el Título Mundial Crucero AMB Pero lo Pierde por dar Positivo en Diuréticos |
| G                                                                                | 38-3-2   | Michael Marrone        | TKO  | 6 (12)       | 2011-11-05 | Seminole Hard Rock Hotel and Casino, Hollywood, Estados Unidos | Retiene el Título Mundial Crucero AMB                                            |
| G                                                                                | 37-3-2   | Valery Brudov          | TKO  | 11 (12)      | 2010-10-02 | Arena Roberto Duran, Juan Díaz, Panamá                         | Retiene el Título Mundial Crucero AMB                                            |
| G                                                                                | 36-3-2   | Firat Arslan           | TKO  | 10 (12)      | 2008-09-27 | Color Line Arena, Altona, Alemania                             | Gana el Título Mundial Crucero AMB                                               |
| G                                                                                | 35-3-2   | Zack Page              | UD   | 8 (8)        | 2007-07-07 | Harbour Yard Arena, Bridgeport, Estados Unidos                 |                                                                                  |
| G                                                                                | 34-3-2   | Jeremy Bates           | TKO  | 1 (8)        | 2007-01-06 | Seminole Hard Rock Hotel and Casino, Hollywood, Estados Unidos |                                                                                  |
| G                                                                                | 33-3-2   | Wayne Braithwaite      | TKO  | 4 (12)       | 2005-09-03 | Gund Arena, Cleveland, Estados Unidos                          | Retiene el Título Latino Crucero CMB y el Título Fedelatin Crucero AMB           |
| G                                                                                | 32-3-2   | Kelvin Davis           | TKO  | 4 (10)       | 2005-05-21 | United Center, Chicago, Estados Unidos                         |                                                                                  |
| P                                                                                | 31-3-2   | Steve Cunningham       | SD   | 10 (10)      | 2005-04-02 | DCU Center, Worcester, Estados Unidos                          |                                                                                  |
| G                                                                                | 31-2-2   | Antonio Berroa         | TKO  | 1 (12)       | 2004-12-03 | Centro de Convenciones Figali, Fuerte Amador, Panamá           | Gana el Título Latino Crucero CMB y Retiene el Título Fedelatin Crucero AMB      |
| G                                                                                | 30-2-2   | Luciano Torres         | TKO  | 1 (12)       | 2004-03-16 | Centro de Convenciones Atlapa, Panamá, Panamá                  | Gana el Título Fedelatin Crucero AMB                                             |
| E                                                                                | 29-2-2   | Johnny Nelson          | SD   | 12 (12)      | 2002-11-23 | Derby Storm Arena, Derby, Reino Unido                          | Por el Título Mundial Crucero OMB                                                |
| G                                                                                | 29-2-1   | Sione Asipeli          | UD   | 10 (10)      | 2002-07-13 | Packard Music Hall, Warren, Estados Unidos                     |                                                                                  |
| G                                                                                | 28-2-1   | Tim Williamson         | SD   | 10 (10)      | 2002-04-13 | Fremont Street Experience, Las Vegas, Estados Unidos           |                                                                                  |
| G                                                                                | 27-2-1   | Víctor Maciel          | TKO  | 1 (10)       | 2001-05-19 | Arena Panamá Al Brown, Colón, Panamá                           |                                                                                  |
| G                                                                                | 26-2-1   | Allen Watts            | UD   | 10 (10)      | 2000-05-20 | Grand Casino, Túnica, Estados Unidos                           |                                                                                  |
| G                                                                                | 25-2-1   | Jaffa Ballogou         | UD   | 6 (6)        | 1999-12-18 | Grand Casino, Túnica, Estados Unidos                           |                                                                                  |
| G                                                                                | 24-2-1   | José Rojas             | TKO  | 2 (10)       | 1999-10-09 | Salón Magnum Eventos, Panamá, Panamá                           |                                                                                  |
| G                                                                                | 23-2-1   | Santos Daniels         | TKO  | 6 (10)       | 1999-09-04 | Balboa Civic Center, Panamá, Panamá                            |                                                                                  |
| P                                                                                | 22-2-1   | Laurent Boudouani      | SD   | 12 (12)      | 1998-05-30 | Las Vegas Hilton, Las Vegas, Estados Unidos                    | Por el Título Mundial Wélter AMB                                                 |
| E                                                                                | 22-1-1   | Laurent Boudouani      | MD   | 12 (12)      | 1998-02-13 | University Arena, Albuquerque, Estados Unidos                  | Por el Título Mundial Wélter AMB                                                 |
| G                                                                                | 22-1     | David Noel             | TKO  | 1 (12)       | 1997-11-29 | Arena Panamá Al Brown, Colón, Panamá                           | Gana el Título Fedelatin Wélter AMB                                              |
| P                                                                                | 21-1     | David Noel             | KO   | 2 (12)       | 1997-09-27 | Gimnasio José Beracasa, Caracas, Venezuela                     | Pierde el Título Fedelatin Wélter AMB                                            |
| G                                                                                | 21-0     | Alejandro Ugueto       | TKO  | 5 (12)       | 1997-05-03 | Arena Panamá Al Brown, Colón, Panamá                           | Retiene el Título Fedelatin Wélter AMB                                           |
| G                                                                                | 20-0     | Jorge Luis Vado        | KO   | 1 (10)       | 1997-02-28 | Arena Panamá Al Brown, Colón, Panamá                           |                                                                                  |
| G                                                                                | 19-0     | Alejandro Ugueto       | PTS  | 12 (12)      | 1996-10-07 | Maracay, Venezuela                                             | Retiene el Título Fedelatin Wélter AMB                                           |
| G                                                                                | 18-0     | Gilberto Barreto       | KO   | 1 (12)       | 1996-06-15 | Gimnasio Nuevo Panamá, Juan Díaz, Panamá                       | Retiene el Título Fedelatin Wélter AMB                                           |
| G                                                                                | 17-0     | Eduardo Rodríguez      | KO   | 2 (10)       | 1996-04-20 | Hotel Washington, Colón, Panamá                                |                                                                                  |
| G                                                                                | 16-0     | Manuel Florián         | TKO  | 2 (10)       | 1996-03-29 | Hipódromo Presidente Remón, Juan Díaz, Panamá                  |                                                                                  |
| G                                                                                | 15-0     | Carlos Alberto Arrieta | KO   | 1 (12)       | 1996-03-15 | Gimnasio Nuevo Panamá, Juan Díaz, Panamá                       | Retiene el Título Fedelatin Wélter AMB                                           |
| G                                                                                | 14-0     | José García            | KO   | 1 (12)       | 1996-02-02 | Arena Panamá Al Brown, Colón, Panamá                           | Retiene el Título Fedelatin Wélter AMB                                           |
| G                                                                                | 13-0     | Manuel Álvarez         | KO   | 1 (12)       | 1995-09-18 | Maracay, Venezuela                                             | Retiene el Título Fedelatin Wélter AMB                                           |
| G                                                                                | 12-0     | Ricardo Simarra        | TKO  | 4 (12)       | 1995-08-05 | Arena Panamá Al Brown, Colón, Panamá                           | Gana el Título Fedelatin Wélter AMB                                              |
| G                                                                                | 11-0     | Antonio Ocasio         | KO   | 3 (12)       | 1995-07-15 | Arena Panamá Al Brown, Colón, Panamá                           | Gana el Título Wélter CBPP                                                       |
| G                                                                                | 10-0     | Marcelino Quiroz       | KO   | 2 (8)        | 1995-04-01 | Gimnasio Nuevo Panamá, Juan Díaz, Panamá                       |                                                                                  |
| G                                                                                | 9-0      | Rafael Ortiz           | KO   | 1 (10)       | 1995-02-04 | Arena Panamá Al Brown, Colón, Panamá                           |                                                                                  |
| G                                                                                | 8-0      | Félix José Hernández   | TKO  | 2 (10)       | 1994-10-15 | Arena Panamá Al Brown, Colón, Panamá                           |                                                                                  |
| G                                                                                | 7-0      | Jaime Mayorga          | TKO  | 1 (12)       | 1994-09-03 | Colón, Panamá                                                  | Gana el Título FECARBOX Wélter CMB                                               |
| G                                                                                | 6-0      | Edison Martínez        | TKO  | 1 (8)        | 1994-06-04 | Arena Panamá Al Brown, Colón, Panamá                           |                                                                                  |
| G                                                                                | 5-0      | Manuel Álvarez         | SD   | 8 (8)        | 1994-02-05 | Gimnasio Nuevo Panamá, Juan Díaz, Panamá                       |                                                                                  |
| G                                                                                | 4-0      | Ramón Barrera          | TKO  | 1 (6)        | 1993-12-28 | Gimnasio Nuevo Panamá, Juan Díaz, Panamá                       |                                                                                  |
| G                                                                                | 3-0      | Jorge Ortiz            | TKO  | 1 (4)        | 1993-12-04 | Gimnasio Nuevo Panamá, Juan Díaz, Panamá                       |                                                                                  |
| G                                                                                | 2-0      | Manuel Florián         | UD   | 4 (4)        | 1993-10-16 | Arena Panamá Al Brown, Colón, Panamá                           |                                                                                  |
| G                                                                                | 1-0      | Gabriel Camarena       | TKO  | 1 (4)        | 1993-07-17 | Gimnasio Nuevo Panamá, Juan Díaz, Panamá                       |                                                                                  |